# Aedes martineti
Aedes martineti är en tvåvingeart som beskrevs av Sénevet 1937. Aedes martineti ingår i släktet Aedes och familjen stickmyggor.
Artens utbredningsområde är Franska Guyana. Inga underarter finns listade i Catalogue of Life.